# عقرة (بعدان)

تعديل مصدري - تعديل

عقرة ، التابعة لعزلة بني عواض بمديرية بعدان إحدى مديريات محافظة إب في الجمهورية اليمنية، يسكنها ال مروان وال  اليافعي وال الفضل وال حفيظ وال الحجاجي والحودلي